# 法赫德·阿尔·乌赖尼
法赫德·阿尔·乌赖尼（转写：Fahad Al Oraini，1978年—），全名法赫德·阿尔·阿卜杜拉·乌赖尼（转写：Fahad Al Abdullah Oraini），沙特阿拉伯足球裁判，现为FIFA国际足球裁判。
法赫德·阿尔·乌赖尼2010年下半年起执法沙特阿拉伯顶级足球联赛沙特职业足球联赛。2011年，他成为国际足球裁判。法赫德·阿尔·乌赖尼受邀执法了2013年中超联赛第10轮江苏舜天与上海申花的比赛。